# Discografia de Bullet for My Valentine
A discografia da banda  Bullet for My Valentine é composta por cinco álbuns de estúdio e cinco EPs, dos quais foram originados vinte e um singles e dezessete videoclipes. A banda, formada em 1998, sob o nome Jeff Killed John, assegurou em 2003 um contrato com a Sony BMG para o lançamento de cinco álbuns após diversos trabalhos lançados de forma independente.
A banda vendeu mais de dez milhões de discos no mundo inteiro e é a mais bem-sucedida na categoria "Best British Band" ("Melhor Banda Britânica") do Kerrang! Awards, com vitórias em 2008, 2009 e 2010.

## Álbuns de estúdio
| Ano                           | Álbum                                                                            | Posições | Posições | Posições | Posições | Posições | Posições | Posições | Posições | Posições | Posições | Posições | Certificações (vendas)            |
| Ano                           | Álbum                                                                            | UK       | AUS      | AUT      | FIN      | FRA      | GER      | JPN      | NZ       | SWE      | SWI      | US       | Certificações (vendas)            |
| ----------------------------- | -------------------------------------------------------------------------------- | -------- | -------- | -------- | -------- | -------- | -------- | -------- | -------- | -------- | -------- | -------- | --------------------------------- |
| 2005                          | The Poison - Lançado: 3 de outubro de 2005 - Gravadora: Trustkill, Visible Noise | 21       | —        | 43       | —        | —        | 25       | 37       | —        | —        | —        | 128      | - UK: Ouro - US: Ouro             |
| 2008                          | Scream Aim Fire - Lançado: 28 de janeiro de 2008 - Gravadora: Jive Records       | 5        | 4        | 3        | 8        | 38       | 3        | 15       | 29       | 5        | 18       | 4        | - UK: Ouro - AUS: Ouro - US: Ouro |
| 2010                          | Fever - Lançado: 27 de abril de 2010 - Gravadora: Jive Records                   | 5        | 5        | 2        | 3        | 25       | 3        | 8        | 9        | 14       | 7        | 3        | - UK: Ouro                        |
| 2013                          | Temper Temper - Lançado: 11 de fevereiro de 2013 - Gravadora: RCA Records        | 11       | 4        | 3        | 5        | 51       | 5        | 17       | 14       | 19       | 9        | 13       |                                   |
| 2015                          | Venom - Lançado: 14 de agosto de 2015 - Gravadora: RCA Records                   | 3        | 1        | 2        | 4        | 42       | 2        | 9        | 8        | 46       | 1        | 8        |                                   |
| "—" não atingiram as paradas. |                                                                                  |          |          |          |          |          |          |          |          |          |          |          |                                   |

## EPs

### Como Jeff Killed John
| Título           | Detalhes                                   |
| ---------------- | ------------------------------------------ |
| Better Off Alone | - Ano: 1999 - Gravadora: Potential Records |
| You/Play With Me | - Ano: 2002 - Gravadora: Independente      |
| Eye Spy          | - Ano: 2002 - Gravadora: Independente      |
| Demo '02         | - Ano: 2002 - Gravadora: Independente      |
| Jeff Killed John | - Ano: 2003 - Gravadora: Independente      |

### Como Bullet for My Valentine
| 2004                          | Bullet for My Valentine - Lançado: 15 de novembro de 2004 - Gravadora: Trustkill Records           | 186 | —  | 176 |
| 2005                          | Hand of Blood - Lançado: 22 de agosto de 2005 - Gravadora: Trustkill Records                       | 101 | 65 | —   |
| 2006                          | Hand of Blood EP - Live at Brixton - Lançado: 20 de outubro de 2006 - Gravadora: Trustkill Records | —   | 91 | —   |
| 2007                          | Rare Cuts - Lançado: 8 de Agosto de 2007 - Gravadora: Trustkill Records                            | —   | —  | 210 |
| "—" não atingiram as paradas. | |     |    |     |

## Singles
| 2005                          | "4 Words (To Choke Upon)"                           | 40  | 1  | —  | —  | —  | —  | —  | —  | The Poison      |
| 2005                          | "Suffocating Under Words of Sorrow (What Can I Do)" | 37  | 1  | —  | —  | —  | —  | —  | —  | The Poison      |
| 2006                          | "All These Things I Hate (Revolve Around Me)"       | 29  | 1  | 16 | —  | 13 | 30 | 39 | —  | The Poison      |
| 2006                          | "Tears Don't Fall"                                  | 37  | 1  | 17 | —  | 24 | 32 | 47 | —  | The Poison      |
| 2007                          | "Scream Aim Fire"                                   | 34  | 1  | —  | 49 | 16 | 26 | 58 | —  | Scream Aim Fire |
| 2008                          | "Heart Burst Into Fire"                             | 66  | 1  | —  | —  | 22 | —  | 99 | —  | Scream Aim Fire |
| 2008                          | "Waking the Demon"                                  | —   | 1  | —  | —  | 39 | —  | —  | —  | Scream Aim Fire |
| 2010                          | "Your Betrayal"                                     | —   | 10 | —  | —  | 5  | 25 | —  | —  | Fever           |
| 2010                          | "The Last Fight"                                    | 92  | 2  | —  | —  | —  | —  | —  | 85 | Fever           |
| 2010                          | "Bittersweet Memories"                              | —   | 7  | —  | —  | 21 | —  | —  | —  | Fever           |
| 2011                          | "Fever"                                             | —   | —  | —  | —  | 28 | —  | —  | —  | Fever           |
| 2012                          | "Temper Temper"                                     | 134 | 13 | —  | —  | 46 | —  | —  | —  | Temper Temper   |
| 2012                          | "Riot"                                              | —   | 5  | —  | —  | —  | —  | —  | —  | Temper Temper   |
| 2013                          | "Tears Don't Fall (Part 2)"                         | —   | 29 | —  | —  | —  | —  | —  | —  | Temper Temper   |
| 2013                          | "P.O.W."                                            | —   | —  | —  | —  | —  | —  | —  | —  | Temper Temper   |
| 2013                          | "Dirty Little Secret"                               | —   | —  | —  | —  | —  | —  | —  | —  | Temper Temper   |
| 2013                          | "Breaking Point"                                    | —   | —  | —  | —  | 36 | —  | —  | —  | Temper Temper   |
| 2013                          | "Raising Hell"                                      | —   | —  | —  | —  | —  | —  | —  | —  | Venom           |
| 2015                          | "No Way Out"                                        | 178 | 3  | —  | —  | —  | —  | —  | —  | Venom           |
| 2015                          | "You Want a Battle? (Here's a War)"                 | —   | 40 | —  | —  | 38 | —  | —  | —  | Venom           |
| 2015                          | "Army of Noise"                                     | —   | —  | —  | —  | —  | —  | —  | —  | Venom           |
| "—" não atingiram as paradas. |                                                     |     |    |    |    |    |    |    |    |                 |

1. ↑  "Raising Hell" foi lançada como single independente em 18 de novembro de 2013, sendo mais tarde incluída como faixa bônus na edição especial de Venom.

## Videografia

### Videoclipes
| Ano  | Título                                              | Diretor          |
| ---- | --------------------------------------------------- | ---------------- |
| 2004 | "Hand of Blood"                                     | Dan Fernbach     |
| 2005 | "4 Words (To Choke Upon)"                           | Dan Fernbach     |
| 2005 | "Suffocating Under Words of Sorrow (What Can I Do)" | Miha Knific      |
| 2006 | "All These Things I Hate (Revolve Around Me)"       | Scott Winig      |
| 2006 | "Tears Don't Fall"                                  | Tony Petrossian  |
| 2007 | "Scream Aim Fire"                                   | Tony Petrossian  |
| 2008 | "Hearts Burst Into Fire"                            | Max Nichols      |
| 2008 | "Waking the Demon"                                  | Max Nichols      |
| 2010 | "The Last Fight"                                    | P.R. Brown       |
| 2010 | "Your Betrayal"                                     | P.R. Brown       |
| 2010 | "Bittersweet Memories"                              | Nigel Dick       |
| 2012 | "Temper Temper"                                     | Michael Dispenza |
| 2013 | "Riot"                                              | P.R. Brown       |
| 2013 | "P.O.W."                                            |                  |
| 2013 | "Breaking Point"                                    |                  |
| 2013 | "Raising Hell"                                      | James Sharrock   |
| 2015 | "You Want a Battle? (Here's a War)" "Venom"         | Stuart Birchball |

### DVDs
- The Poison: Live at Brixton (2006)